# Oskar Schwarz
Oskar Schwarz (* 12. Juni 1886 in Bubenbach bei Eisenbach im Schwarzwald; † 28. April 1981 in Bremen) war ein deutscher Drechsler und Bremer Bürgerschaftsabgeordneter (SPD).

## Biografie

### Familie, Ausbildung und Beruf
Schwarz war der Sohn eines Holzarbeiters. Er besuchte die Volksschule in Bubenbach und erlernte in Furtwangen im Schwarzwald den Beruf eines Drechslers. Er besuchte die Gewerbeschule in Furtwangen und Vöhrenbach. Von 1920 bis 1931 arbeitete er als Drechsler in Bremen. Von 1931 bis 1933 war er Angestellter des Metallarbeiterverbands in Bremen.
Nach dem Zweiten Weltkrieg war er erneut vom November 1945 bis Ende 1953 Angestellter des Metallarbeiterverbands bzw. der IG Metall in Bremen.

### Politik
Schwarz wurde Mitglied der SPD und er war Mitglied in der Gewerkschaft. In der SPD nahm er verschiedene Funktionen war.
Er war nach dem Ersten Weltkrieg von 1924 bis 1930 Mitglied der Bremischen Bürgerschaft.
Nach dem Zweiten Weltkrieg war er Präsident der 1945 wieder gegründeten Arbeiterkammer Bremen. 1951 wurden Schwarz und Friedel Düssmann (SPD), jeweils mit deutlicher Mehrheit, gegen zwei KPD-Kandidaten als IG Metall-Vorsitzende in Bremen gewählt.